# Yousuf Al-Busaidi
Yousuf Shaaban Al-Busaidi (4 novembre 1984) è un calciatore omanita, attaccante dell'Al Shabab.

## Carriera

### Club
Comincia a giocare al Dhofar. Nel 2011 si trasferisce all'Al-Shabab. Nel 2013 passa dall'Al-Shabab al Dhofar. Nel 2014 fa il percorso inverso.

### Nazionale
Ha debuttato in Nazionale nel 2003. Ha partecipato, con la Nazionale, alla Coppa d'Asia 2004 e alla Coppa d'Asia 2007. Ha collezionato in totale, con la maglia della Nazionale, 36 presenze e tre reti.